# Varón de dolores (Ensor)
El Varón de Dolores es un óleo de 1891 del pintor flamenco James Ensor y uno de los primeros ejemplos del expresionismo. Esta pintura figura en los inventarios oficiales de obras maestras flamencas y forma parte de la colección de grandes maestros del Museo Real de Bellas Artes de Amberes. 
Está basada en otra obra del siglo XV de Albrecht Bouts del mismo motivo.
El uso que hace Ensor de los elementos visuales de un demonio en el Varón de Dolores y, en general, en sus pinturas religiosas es significativo.

## Descripción
El rostro sangrante de Cristo en combinación con una máscara de diablo del teatro Noh japonés crea una combinación horrorosa.
El uso de colores intensos por parte de Ensor contribuye a la atmósfera grotesca de la pintura.

## Interpretación
El Varón de Dolores es la manifestación de la identificación de Ensor con Cristo, quien también fue una persona marginal e incomprendida. La expresión atormentada del rostro de Cristo también refleja la crisis existencial que atravesó el artista en la década de 1890. Durante este período de su vida, Ensor sufrió una profunda depresión. A consecuencia de esta, intentó vender su estudio y toda su colección de cuadros.
Representarse deformado y dolorido con el rostro sangrante refleja el sufrimiento del artista y su interpretación de la aflicción literal.

## Fuente de inspiración
La frustración del artista con la sociedad conformista de su tiempo surgió en 1891. La obra es un punto de inflexión en la carrera de Ensor y muestra la ira del artista y su deseo de resistencia.
Ensor sentía curiosidad por Bruegel El Viejo y lo primitivo. Definía su fascinación como «amor por lo extraordinario y lo anormal». Este amor se refleja en Varón de Dolores y en otra de sus pinturas, La muerte mística de un teólogo.